# لارا بلدی
لارا بلدی (متولد ۱۹۶۹ در بیروت لبنان) یک عکاس مصری-لبنانی تحسین شده‌است. او در زمینه رشیو و هنر رسانه‌ای هم فعالیت دارد. او در پاریس و لندن تحصیل کرده و همکنون در قاهره زندگی می‌کند.
کارهای او شامل عکاسی، ساخت ویدئو، مونتاژ/کلاژ، تاسیسات، معماری، سازه، فرش مجسمه و حتی عطر و ادکلن می‌شود. .